# 나딤 아미리
나딤 아미리(독일어: Nadiem Amiri, 1996년 10월 27일 ~ )는 독일의 축구 선수로, 현재 독일 분데스리가의 마인츠에서 공격형 미드필더로 활약하고 있다.